# Rue Jean-Beausire
Pour les articles homonymes, voir Jean Beausire et Beausire.
La rue Jean-Beausire est une voie du 4e arrondissement de Paris, en France.

## Situation et accès

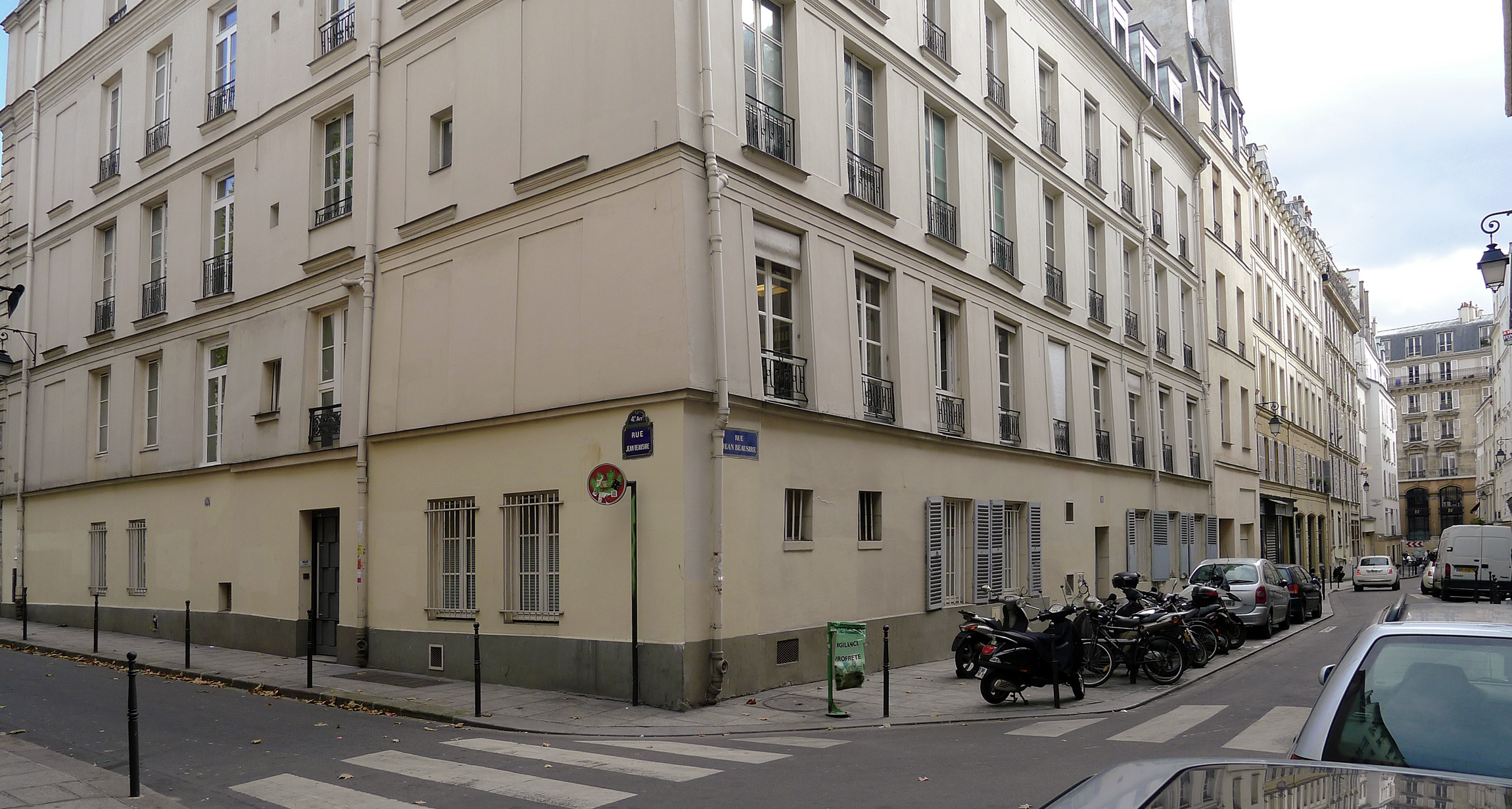
Le coude formé par la rue Jean-Beausire vu depuis l'impasse Jean-Beausire.

Elle débute au 7, rue de la Bastille et se termine, après avoir formé un « T » avec l'impasse Jean-Beausire qui la prolonge, au 13, boulevard Beaumarchais.
Le quartier est desservi par la ligne 5 à la station Bréguet - Sabin et par les lignes 1, 5 et 8 à la station Bastille.

## Origine du nom
Elle porte le nom de l’architecte français Jean Beausire (1651-1743), qui fut maître des œuvres et contrôleur général des bâtiments de la Ville sous Louis XV et sous Louis XVI. Il n'y a pas de parenté avec la famille d'architectes du même nom, active à Paris aux XVIIe siècle et XVIIIe siècle.

## Historique
Cette rue existe déjà au XIVe siècle. Elle porte le nom de « rue d'Espagne », puis de « rue Jean-Boissier ». Elle est citée sous son nom actuel en 1532 par Gilles Corrozet, nom qu'elle garde jusqu'à nos jours, après un court intermède (XVIIe siècle) au cours duquel elle est appelée « rue du Rempart » en raison de sa situation jouxtant intérieurement l'enceinte de Charles V, dont faisait partie la porte Saint-Antoine située entre la rue et la rue des Tournelles.
En 1672, un arrêt du Conseil d’État ordonne l’alignement et le pavage de la rue.
La voie devait être prolongée jusqu’à la rue Saint-Gilles. La réalisation fut suspendue, en 1685, car elle aurait traversé les jardins de l’hôtel de Sagonne.
Une ordonnance royale en date du 16 novembre 1836 a fixé la largeur de la rue à 10 m.

## Bâtiments remarquables et lieux de mémoire

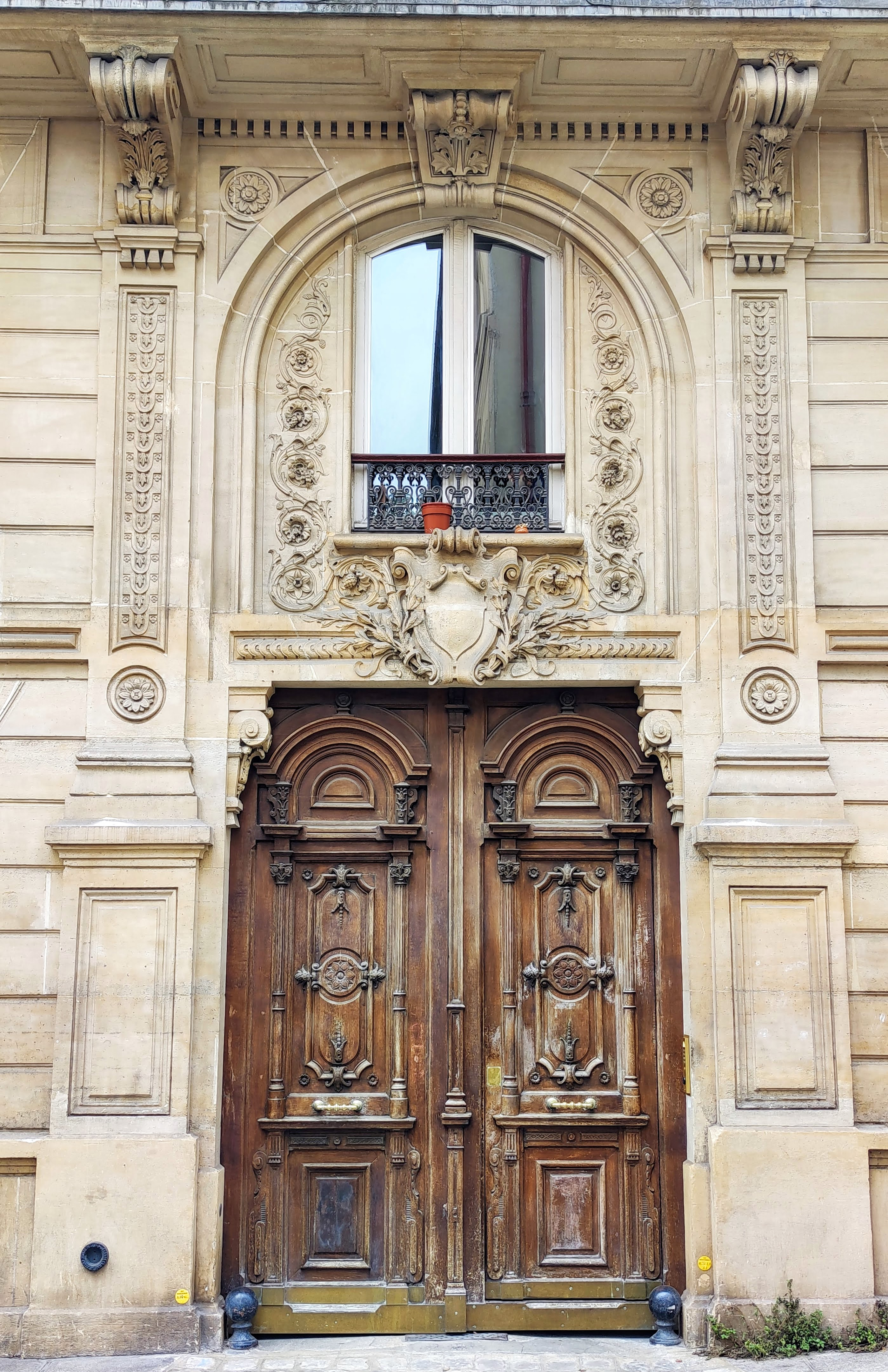
No 19.

- No 10 : en 1937, dans le cadre de l’enquête sur les dirigeants de la Cagoule, une organisation politique et militaire clandestine, la police découvre à cette adresse un dépôt d’armes composé de 1500 grenades et de plusieurs fusils-mitrailleurs[7],[8].
- No 19 : immeuble de 1860 construit par l’architecte Émile Seveste, signé en façade.